# Philobota syncolla
Philobota syncolla is een vlinder uit de familie van de sikkelmotten (Oecophoridae). De wetenschappelijke naam van de soort werd in 1917 als Nephogenes syncolla gepubliceerd door Alfred Jefferis Turner.